# إدوارد أوبوكو
إدوارد أوبوكو (بالإنجليزية: Edward Opoku)‏ هو لاعب كرة قدم غاني في مركزي الهجوم، ولد في 1 أغسطس 1996 في Konongo, Ghana ‏ في غانا. لعب مع بيرمينغهام لجيون.

## وصلات خارجية
- إدوارد أوبوكو على موقع الدوري الأمريكي (الإنجليزية)
- إدوارد أوبوكو على موقع قاعدة بيانات كرة القدم.إي يو (الإنجليزية)
- إدوارد أوبوكو على موقع Soccerway.com (الإنجليزية)